# 2010年北印度洋氣旋季
2010年北印度洋氣旋季泛指在2010年全年內的任何時間，於北印度洋水域所產生的熱帶氣旋。雖然有關方面並沒有設下本颱風季的指定期限，但大部份北印度洋的熱帶氣旋通常都會於四月至十二月期間形成。
本條目的範圍僅侷限於北印度洋水域。在北印度洋產生的氣旋風暴是由隶属于印度地球科学部的印度氣象局新德里颱風中心命名，而在該地區的熱帶低氣壓的編號都以 A/B 字母作結。
在香港天文台的天氣圖上也包括東北印度洋地區，若有熱帶氣旋形成，則採用世界氣象組織級別法，最高強度都稱之為「颱風」，所有風暴都是無命名的。
（以下各氣旋風暴資訊以氣旋風暴存在期間的最強形態為名稱。）

## 熱帶氣旋
自2010年北印度洋氣旋季開始以來，本氣旋季總共產生了以下熱帶氣旋。

### 強烈氣旋風暴賈爾（Jal）
11月1日，一熱帶擾動於馬來西亞砂拉越以北一帶的南海海域形成，編號為99W。
在99W於南海南部形成初期，它的發展一直不甚樂觀和不被重視，主要是因為99W於太低的緯度和太接近陸地形成。不過由於早於10月末影響華南沿岸一帶的冷空氣，於11月進入南海中部。在99W和東北季候風的共同影響下，99W有所增強，並由早前西移的路徑轉為較西北的方向移動，進入泰國灣。99W進入曼谷灣期間，泰國中部至南部一帶風勢增強，而曼谷也因受99W和東北季候風的共同影響下，風勢增強，最低氣溫更下降至只有攝氏20度。
99W於泰馬邊境登陸後，很快再於泰國布吉一帶重新出海，進入孟加拉灣。
此氣旋是2010年唯一一個由太平洋進入北印度洋的熱帶擾動。

## 其他熱帶氣旋
除了被印度氣象部門命名的熱帶氣旋外，還有一些沒被命名的低氣壓和被聯合颱風警報中心編號的熱帶氣旋。以下列出那些熱帶氣旋的資料。

## 2010年風暴名單
北印度洋的熱帶氣旋自2004年起採用命名系統，命名工作由印度氣象局負責，名字是根據以下名單而定，不按年度劃分。風暴名字是由8個國家各自提交8個名稱，並以該國英文名稱按字母順序排列。之前使用過的與本年未用名稱以灰色表示，黑體字表示今年已經使用過，粗體名稱表示該風暴活躍中。Laila是2010年第一個北印度洋熱帶氣旋。
| 提供國家 | 名稱    | 名稱     | 名稱    | 名稱    |
| 提供國家 | 第1組   | 第2組    | 第3組   | 第4組   |
| -------- | ------- | -------- | ------- | ------- |
| 孟加拉國 | Onil    | Ogni     | Nisha   | Giri    |
| 印度     | Agni    | Akash    | Bijli   | Jal     |
| 馬爾代夫 | Hibaru  | Gonu     | Aila    | Keila   |
| 緬甸     | Pyarr   | Yemyin   | Phyan   | Thane   |
| 阿曼     | Baaz    | Sidr     | Ward    | Murjan  |
| 巴基斯坦 | Fanoos  | Nargis   | Laila   | Nilam   |
| 斯里蘭卡 | Mala    | Rashmi   | Bandu   | Mahasen |
| 泰國     | Mukda   | Khai Muk | Phet    | Phailin |
| 提供國家 | 名稱    | 名稱     | 名稱    | 名稱    |
| 提供國家 | 第5組   | 第6組    | 第7組   | 第8組   |
| 孟加拉國 | Helen   | Chapala  | Ockhi   | Fani    |
| 印度     | Lehar   | Megh     | Sagar   | Vayu    |
| 馬爾代夫 | Madi    | Roanu    | Mekunu  | Hikaa   |
| 緬甸     | Nanauk  | Kyant    | Daye    | Kyarr   |
| 阿曼     | Hudhud  | Nada     | Luban   | Maha    |
| 巴基斯坦 | Nilofar | Vardah   | Titli   | Bulbul  |
| 斯里蘭卡 | Priya   | Asiri    | Gigum   | Soba    |
| 泰國     | Komen   | Mora     | Phethai | Amphan  |

## 內部連結
- 2010年太平洋颱風季
- 2010年太平洋颶風季
- 2010年大西洋颶風季
- 2009－2010年西南印度洋熱帶氣旋季
- 2009－2010年澳洲地區熱帶氣旋季
- 2009－2010年南太平洋熱帶氣旋季
- 2010－2011年西南印度洋熱帶氣旋季
- 2010－2011年澳洲地區熱帶氣旋季
- 2010－2011年南太平洋熱帶氣旋季

## 外部連結
- 印度氣象局
- 聯合颱風警報中心（页面存档备份，存于）